# Simon Shandor
Dans le nom hongrois Simon Sándor, le nom de famille précède le prénom, mais cet article utilise l’ordre habituel en français Sándor Simon, où le prénom précède le nom.
Simon Shandor, né Sándor Simon à Balassagyarmat, est un acteur, réalisateur et producteur de cinéma hongrois vivant en France. Il est notamment le directeur de la société de production Clavis Films.

## Biographie
À 15 ans, Sándor Simon est l'animateur de l'émission de radio « Popclub » à Szolnok où il effectue sa scolarité. À 17 ans, il crée avec Tibor Fényi l'hebdomadaire Pile ou Face qui leur vaut, six mois plus tard, d'être placés en garde à vue. Ils sont libérés à la suite des protestations d'intellectuels comme György Konrád, Iván Szelényi, István Eörsi et d'autres.
La même année, il fait la connaissance de Péter Halász qui lui propose de jouer dans la troupe de théâtre Lakásszinház, précurseur budapestois du Squat Theatre new-yorkais. Il joue pour la première fois dans L'Empédocle de Friedrich Hölderlin mis en scène par István Bálint, aux côtés notamment de Gergely Molnár. Il joue ensuite dans la pièce de Péter Halász intitulée King Kong pendant la série de performances dans la chapelle de Balatonboglár, et dans bien d'autres pièces
Après le départ forcé des comédiens du Lakásszinház en 1976, Sándor Simon reste en Hongrie durant une courte période. Embauché par Miklós Jancsó sur un tournage, il quitte le pays après avoir reçu un sauf-conduit lui permettant de gagner la Yougoslavie. Après être parvenu en Italie, il tente pendant près d'un an de rejoindre le territoire français. Il recroise alors la route de Péter Halász et du Squat Theatre durant leur tournée européenne, puis les rejoint une courte période aux États-Unis. 
De retour en France, il devient proche de certaines personnalités du monde de la télévision grâce à ses activités de peintre. Ayant l'opportunité de participer au scénario d'une série sur Canal+, il commence à réaliser des longs et courts-métrages pour la télévision en France au début des années 1990.
Il prend la direction de la société de production Clavis Films en 2002 après le décès de sa fondatrice Lucy Ulrich. Il réoriente alors l'activité de la société vers l'édition en DVD des grands classiques du cinéma d'Europe centrale comme Krzysztof Zanussi, Béla Tarr, István Szabó, Miklós Jancsó, Márta Mészáros, Károly Makk et Zoltán Fábri.
En 2007 à Paris, il reprend la société Yenta Production avec 72 documentaires pour la sauver de la faillite. Il continue à produire et réaliser les programmes audiovisuels pour les chaînes de télévisions françaises.

## Filmographie: Réalisations, scénarios
- 1987 : Burning Floor auteur-réalisateur (moyen-métrage)
- 1995 : Torros de Camargue auteur-réalisateur (documentaire)
- 2000 : Western au pays d’Oiseau Fidèle auteur-réalisateur (documentaire)
- 2007 : La bête de Vaccarès auteur-réalisateur (documentaire)
- 2007 : Le Marchand de Rêve auteur-réalisateur (documentaire musical)
- 2008 : Cercle Magique auteur-réalisateur (documentaire de création)
- 2009 : Dessine-moi un Berger auteur-réalisateur (documentaire)
- 2009 : Beauduc auteur-réalisateur (documentaire)
- 2009 : Hackers auteur-réalisateur (documentaire)
- 2009 : Urban Comix scénariste (série de télévision 6 x 26 minutes)
- 2010 : Urban Comix scénariste (série de télévision 7 x 26 minutes en préparation)
- 2010 : Cyber-guerre, cyber-terrorisme auteur-réalisateur (documentaire)

## Productions
- 2004 : On m'appelle Bonnie de Krisztina Deak (long-métrage fiction)
- 2007 : Tombé d'une étoile de Xavier Deluc (long-métrage fiction)
- 2009 : Urban Comix (série de télévision)
- 2009 : King Shot d'Alejandro Jodorowsky (long-métrage fiction, en développement)